# Leptataspis novaeguineae
Leptataspis novaeguineae är en insektsart som beskrevs av Victor Lallemand 1922. Leptataspis novaeguineae ingår i släktet Leptataspis och familjen spottstritar. Inga underarter finns listade i Catalogue of Life.